# آنوایلر آم تریفلس
شهر آنوایلار آن در تریفلز (به آلمانی: Annweiler am Trifels) در ایالت راینلند-فالتز در کشور آلمان واقع شده‌است.